# Falla Cerro Prieto
La falla de Cerro Prieto es una falla transformante situada en el extremo norte del estado de
Baja California, México. Se extiende entre el Cerro Prieto, centro de expansión situada al suroeste de Mexicali, y la cuenca Wagner, otro centro de expansión que se encuentra en el golfo de California. Estos centros de dispersión son parte de la dorsal del Pacífico Oriental, el norte de la pierna que ha formado el golfo de California por el progresivo rifting de la península de Baja California lejos de la parte continental de México.
Los estudios sísmicos indican una tendencia lineal de hipocentros al noroeste de Cerro Prieto que se interpreta como una continuación de la falla de Cerro Prieto a unos 45 km al noroeste a través de la frontera internacional a unos 7 km hacia el sur del estado de California, Estados Unidos.